# Deutz F2M 317
Der Deutz F2M 317 ist ein Schlepper, den Humboldt-Deutz von 1934 bis 1942 herstellte. Im Vergleich zum Deutz F2M 315 erhielt der F2M 317 einen etwas längeren Kolbenhub und erzielt damit etwas mehr Leistung. Zudem ist er etwa 900 kg schwerer. Aufgrund dieser Eigenschaften kam der Schlepper häufig als Zugmaschine bei Straßentransporten zum Einsatz. Deutz lieferte den F2M 317 zu diesem Zweck auf Wunsch auch mit Anhängerbremsanlage.
Der Zweizylinder-Dieselmotor mit 3845 cm³ Hubraum leistet 30 PS und wird mit Wasser gekühlt. Das Getriebe stammt von Deutz und hat fünf Vorwärtsgänge sowie einen Rückwärtsgang.